# Stelzenbach (Jagst)
Der Stelzenbach ist ein knapp drei Kilometer langer, ungefähr westwärts laufender Bach im Stadtgebiet von Ellwangen (Jagst) im Ostalbkreis im nordöstlichen Baden-Württemberg, der vor der Nordwestecke des alten Stadtkerns von rechts in die obere Jagst mündet.

## Geographie

### Verlauf

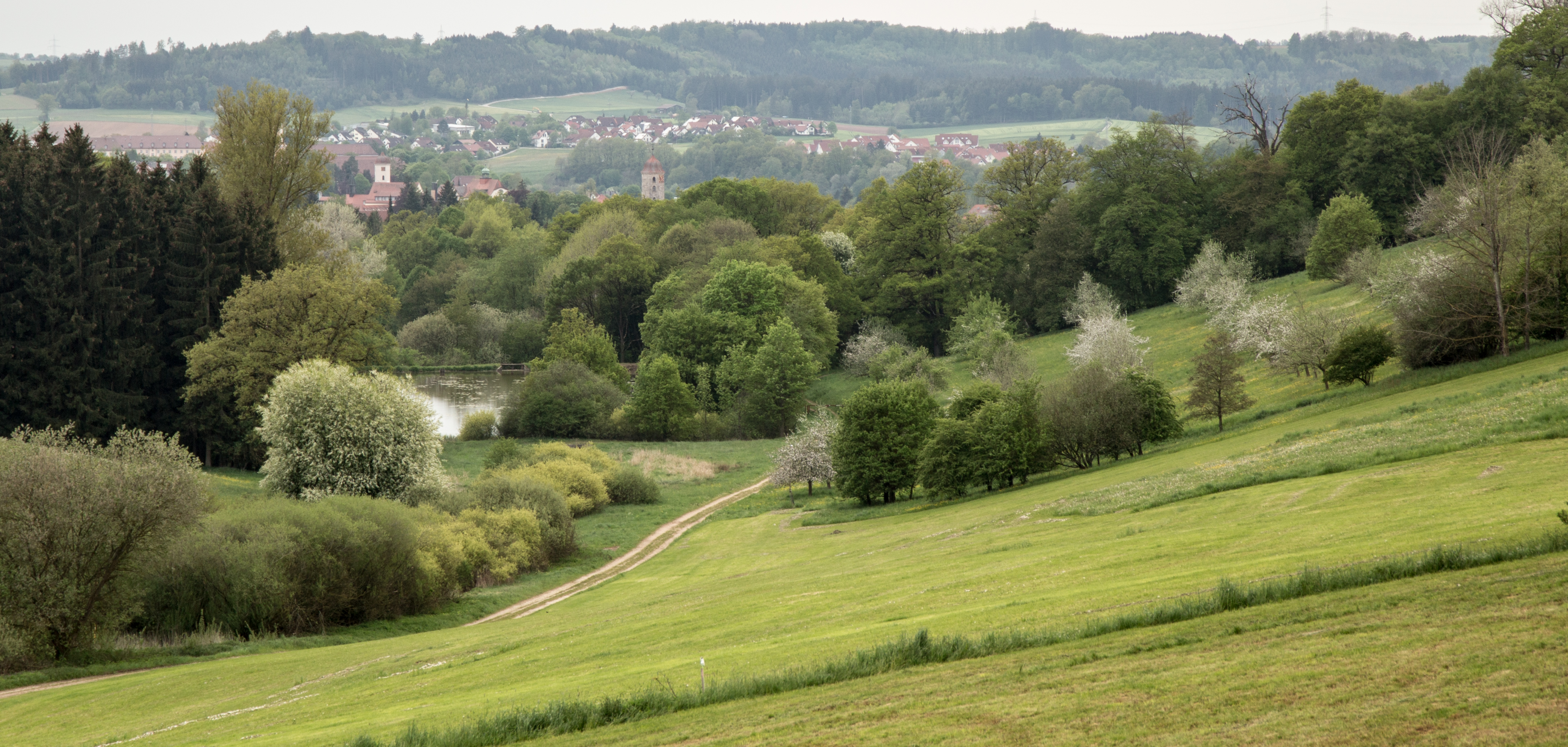
Blick vom rechten Hang talabwärts über den obersten Schlossweiher. Im Hintergrund in der Bildmitte der Turm der Marienkirche.

Der Stelzenbach entsteht am Neunheimer Sportplatz, der am Steigenkopf der aus der Ellwanger Innenstadt zur Hochebene hochführenden Neunheimer Straße im Winkel von deren Einmündung in die L 1060 liegt. An der Nordseite des Geländes liegt sein Ursprung in einem kleinen Wäldchen in der Silberklinge in einer Geländekerbe auf etwa 504 m ü. NHN. Der Bach fließt von Anfang an westsüdwest- bis westwärts und tritt nach wenigen Dutzend Metern in das Naturschutzgebiet Ellwanger Schloßweiher und Umgebung ein, das einen großen Teil der unbebauten Talflur umfasst. Der Lauf liegt meist in einem Gehölzband, stellenweise grenzen aber auch unmittelbar Wiesen an. Am rechten Hang unter dem Hochebenensporn des Schlossbergs liegt bald eine sehr ausgedehnte Hochstamm-Obstwiese, linksseits dagegen steht am Hang unterhalb der Steigentrasse meist Wald. 
Nach etwa einem Kilometer fließt der Bach in den ersten der vier noch heute bestehenden Schlossweiher ein, die in traditioneller, schon im Mittelalter zur Zeit des Klosters Ellwangen begonnener Karpfenteichwirtschaft genutzt werden. Die Teiche haben zusammen etwa 2,3 ha Fläche, die obersten beiden durchläuft der Bach, die kleineren unteren zwei werden von ihm gespeist und entwässert. Nach dem letzten von ihnen zieht der Stelzenbach unter einem Kleingartengelände am linken Unterhang und dem Schloss ob Ellwangen rechts oben vorbei, das fünfzig Meter höher auf der Spornspitze des Schlossbergs steht und in dem früher der Fürstpropst von Ellwangen residierte.
Wenig danach tritt er am Siedlungsrand Ellwangen in eine Verdolung ein, ehe er wenig danach zwischen Gärten auf einem nur kurzen Laufstück wieder offen fließt, danach bleibt er bis auf seine letzten wenigen Meter vor der Mündung verdolt. Seine Trasse folgt nun dem Straßenzug des Sebastiansgrabens, der vor der Nordseite der früheren Stadtbefestigung verläuft, er passiert dabei in leicht nach Norden ausholendem Bogen das links auf einem niedrigen Hügel liegende ehemalige Stiftsgelände mit der Basilika St. Vitus. Beim ehemaligen Jesuitenkolleg unterquert der Bach im Bereich der Fußgängerunterführung südlich des Bahnhofs die Bahnstrecke Goldshöfe–Crailsheim, folgt dann jenseits dem durch Aufgabe des früheren Bahnübergangs abgetrennten kurzen Ende der Schmiedstraße und mündet schließlich wenige Meter unterhalb der alten Straßenbrücke von rechts und auf etwa 428 m ü. NHN in die dort wenig breite und träge fließende obere Jagst.
Der Stelzenbach mündet nach 2,8 km langem Lauf mit mittleren Sohlgefälle von etwa 27 ‰ rund 76 Höhenmeter unterhalb seiner Quelle.

### Einzugsgebiet
Der Stelzenbach hat ein etwa 2,2 km² großes Einzugsgebiet. Naturräumlich wird der merklich größere östliche Teil den Pfahlheim-Rattstädter Liasplatten im  Härtsfeldvorland des Östlichen Albvorlandes zugerechnet, der mündungsnahe westliche dagegen den Ellwanger Bergen in den Schwäbisch-Fränkischen Waldbergen. Der höchste Punkt liegt auf der Hochebene ganz im Osten an den Gewannen Heidplatz und Neunheimer Heide und erreicht etwa 521 m ü. NHN.
Reihum grenzen die Einzugsgebiete der folgenden Nachbargewässer an:
- Im Norden zieht der Lohbach hinter dem Schlossberg in etwa selber Richtung etwas abwärts zur Jagst;
- im Osten entwässert der Sagwiesenbach über den Schlierbach zur Röhlinger Sechta, einen aufwärtigen großen Zufluss der Jagst;
- im Süden führt der bei Neunheim entstehende Goldrainbach den Abfluss zur anderen Seite zwischen Sechta und Stelzenbach zur Jagst
- im Südwesten liegt städtisches Siedlungsgebiet von Ellwangen, dort läuft heute kein offener Zufluss mehr zur Jagst.

Das gesamte Einzugsgebiet liegt im Stadtgebiet von Ellwangen.

### Zuflüsse und Seen
Der Stelzenbach hat nur wenige kurze und unbeständige Zuflüsse, die teilweise an Quellen oder früheren Brunnenfassungen im Knollenmergel entstehen. Der mit etwa 0,2 km noch längste davon läuft in einem Klingenwäldchen von rechts dem obersten Weiher zu.
Die vier Schlossweiher liegen auf etwa 465―450 m ü. NHN und sind nacheinander 1,0 ha, 0,9 ha, unter 0,3 ha und etwa 0,2 ha groß. In früherer Zeit gab es bis zu sieben Weiher, ein Messtischblatt von 1935 zeigt davon noch einen mit Mühle am östlichen Talsiedlungsrand Ellwangens, wo sich heute ein Wäldchen erstreckt.

## Geologie
Im Einzugsgebiet des Stelzenbachs stehen Gesteine des Schwarzjuras und des Mittelkeupers an. Die höchste Schicht auf der Hochebene im Osten, die sich auch auf die Ansätze der beiden talbegleitenden Sporne fortsetzt, ist der Mittlere Unterjura. Westwärts folgen darunter der Obtususton und dann die Bamberg- und die Gryphaeensandstein-Formation. Darin entspringt der Stelzenbach, tieft sich dann aber bald durch den Knollenmergel (Trossingen-Formation) bis in Stubensandstein (Löwenstein-Formation) ein, in dessen Schichthöhe der größere Teil der Bachs verläuft. Die oberen Hänge lassen die für den Knollenmergel typischen Rutschungen erkennen, etwa am Säbelwuchs der Bäume.
Der Bach läuft bald in einem Band aus in die Talmitte eingeschwemmtem Sediment, das etwa am Beginn des Sebastiangrabens in eine breite Auenlehmzobe rechts der Jagst übergeht, in dem der Bach dann mündet.
Noch vor dem ersten Weiher im Tal wird dieses vermutlich von einer von Nordwest nach Südost ziehenden Störungslinie gequert, deren Tiefscholle an der Nordostseite liegt.
Gegenüber dem Sportplatz Neunheim liegt am linken Hang des beginnenden Tals an der Südseite der Steige ein aufgelassener und teilweise aufgefüllter Sandsteinbruch im Gryphaeensandstein, von dem eine 2–4 Meter hohe Abbauwand erhalten ist.

## Natur und Schutzgebiete
Der Stelzenbach ist auf offenem Lauf ein bis drei Meter breit, stellenweise naturnah, woanders stark verändert. Im oberen Abschnitt hat er einige Sinterstufen, flache und eingetiefte Abschnitte sowie erdiges bis steiniges Sediment. Die Weiher haben einen Verlandungsrand, teilweise stehen Rohrkolben am Ufer, einer ist stark mit Teichrosen bewachsen, zwei fast vollständig von einem Gehölzband umschlossen. Zusammen mit dem umgebenden Baumbestand sind sie als über 5 ha großes Naturdenkmal ausgewiesen.
Der Talgrund und die an ihn angrenzenden steilen Talhänge liegen im siedlungsfreien Teil überwiegend im Naturschutzgebiet Ellwanger Schloßweiher und Umgebung, darüber schließt sich vor allem rechtsseits das Landschaftsschutzgebiet Schloßberg Ellwangen und Schönenberg an.

### LUBW
Amtliche Online-Gewässerkarte mit passendem Ausschnitt und den hier benutzten Layern: Lauf und Einzugsgebiet des Stelzenbachs

Allgemeiner Einstieg ohne Voreinstellungen und Layer: Daten- und Kartendienst der Landesanstalt für Umwelt Baden-Württemberg (LUBW) (Hinweise)
1. 1 2 3 4  Höhe nach dem Höhenlinienbild auf dem Hintergrundlayer Topographische Karte.
2. ↑  Länge nach dem Layer Gewässernetz (AWGN).
3. ↑  Einzugsgebiet abgemessen auf dem Hintergrundlayer Topographische Karte.
4. ↑  Länge abgemessen auf dem Hintergrundlayer Topographische Karte.
5. ↑  Seefläche nach dem Layer Stehende Gewässer.
6. ↑  Abbauwand des aufgelassenen Steinbruchs nach dem Layer Biotop.
7. ↑  Schutzgebiete nach den einschlägigen Layern, Natur teilweise nach dem Layer Biotop.

### Andere Belege
1. ↑  Modellierte Werte nach Abfluss-BW Gewässerknoten MQ/MNQ
2. ↑  Hansjörg Dongus: Geographische Landesaufnahme: Die naturräumlichen Einheiten auf Blatt 171 Göppingen. Bundesanstalt für Landeskunde, Bad Godesberg 1961. → Online-Karte (PDF; 4,3 MB)
3. 1 2  Meßtischblatt 7026 Ellwangen von 1935 in der Deutschen Fotothek
4. ↑  Geologie nach den Layern zu Geologische Karte 1:50.000 auf: Mapserver des Landesamtes für Geologie, Rohstoffe und Bergbau (LGRB) (Hinweise)